# Сульфарсазен
Сульфарсазен (сульфарсацен, плюмбон) - 4-((4-(3-(2-арсоно-4-нитрофенил)триаз-2-енил)фенил)диазенил)бензолсульфонат натрия - металлоиндикатор, использующийся для спектрофотометрического  и титриметрического определения ионов Pb2+ при pH 9,8-10 и Zn2+ при рН 9,3-9,6 (переход окраски от оранжево-розовой к лимонно-желтой). Используется так же в виде тринатриевой соли В чистом виде являет собой красно-коричневые кристаллы. Растворим в воде, легко растворим в водном растворе  тетрабората  натрия,  мало  растворим  в  95%  спирте, практически нерастворим в ацетоне, хлороформе, бензоле. В боратном буферном растворе индикатор  имеет желтую  окраску (максимум светопоглощения в области 415 нм);  его  комплексы  с ионом свинца в тех же условиях розового цвета (максимум поглощения в районе 390 нм). В 1 н. растворе NaOH реактив сине-фиолетового цвета. Используется в виде 0,05%  раствора  в  2%   растворе   тетрабората натрия. Срок годности раствора 1 мес. ТУ 6-09-4681-83

## Синтез
Синтез впервые проведен ИРЕА. Получают сульфарсазен из 2-амино-5-нитрофениларсоновой кислоты, получая из неё соответствующее диазопроизводное, а затем вводя в реакцию с  
4-((4-аминофенил)диазенил)бензолсульфокислотой в водно-спиртовом растворе. Выпадает кирпично-красный осадок, который перекристаллизовывают из 50% спирта. Выход реакции в пересчете на аминонитрофениларсоновую кислоту - 78%.